# نیسان دیزل اسپیس رانر آرای
نیسان دیزل اسپیس رانر آرای (Nissan Diesel Space Runner RA) خودرویی است که از سال ۲۰۰۵ تا کنون تولید شده‌است.
این خودرو در کلاس اتوبوس قرار گرفته و است. سیستم جعبه‌دندهٔ آن ۵ دنده به دو صورت خودکار و دستی است.

## نگارخانه

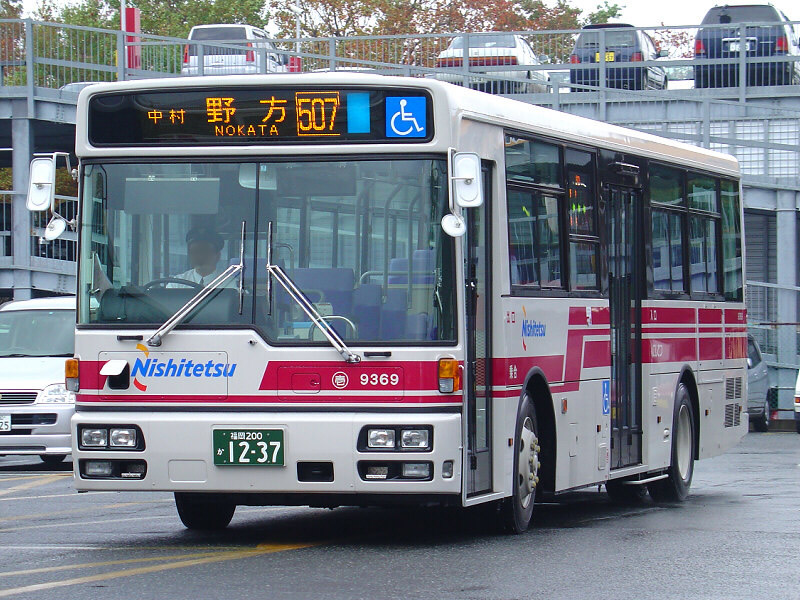
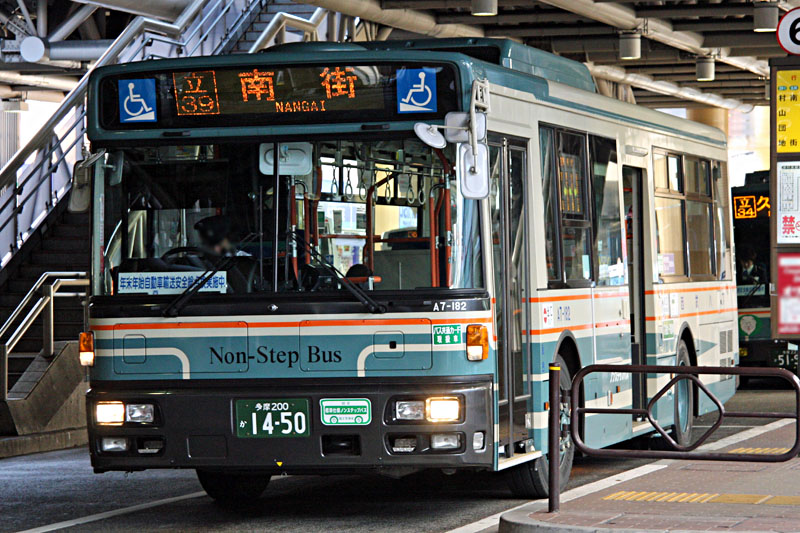
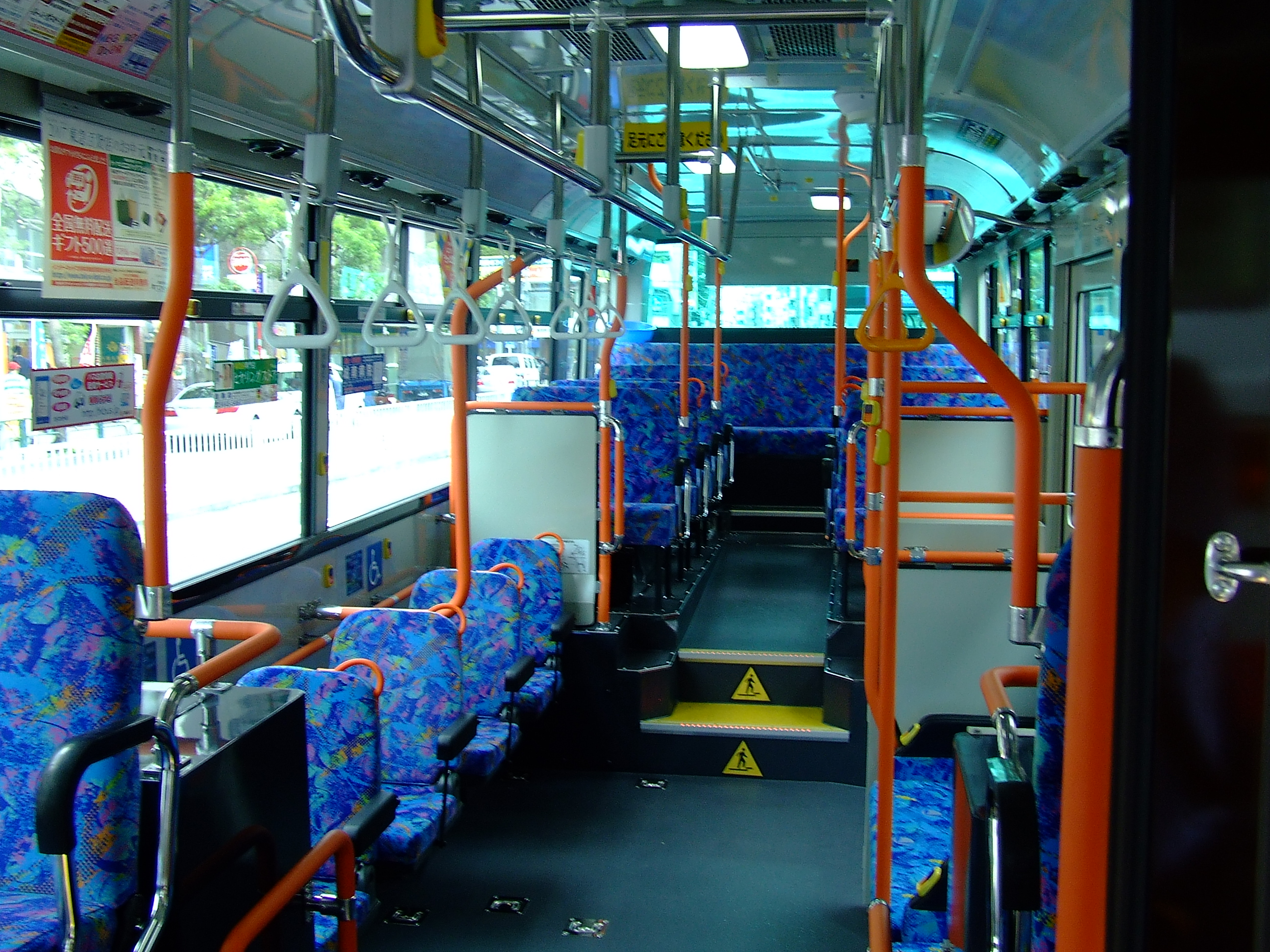